# Edo Friedrich Peterssen

Edo Friedrich Peterssen

Edo Friedrich Peterssen (* 2. November 1827 in Berum; † 5. September 1900 ebenda) war ein Gutsbesitzer, Branntweinbrenner und Mitglied des Deutschen Reichstags.

## Leben
Peterssen war der Sohn des vermögenden Waldgutbesitzers und Bauern, Deich- und Sielrichters Hibbo Julius Peterssen. Nach dem Besuch der Gymnasien in Norden, Ilfeld und der Salzmannschule in Schnepfenthal studierte er in Bonn, Göttingen und Heidelberg Jura, Philosophie, Altphilologie und römische Geschichte in Heidelberg und promovierte zum Dr. phil. Er erbte große Geldbeträge und baute 1862/64 das Schloss Nordeck, in dem er bis zu seinem Tode als Junggeselle lebte. Von 1874 bis 1881 vertrat er den Wahlkreis Provinz Hannover 2 (Aurich-Wittmund) im Reichstag. Als Abgeordneter erreichte er unter anderem, dass das Norder Ulrichsgymnasium 1877 wieder vom Pro- zum Vollgymnasium erhoben wurde. Darüber hinaus war er Mitglied des Kreisausschusses und Sielrichter.

## Sonstiges
In Hage gibt es eine „Dr.-Peterssen-Straße“.